# 마타마정
마타마정(真玉町)은 오이타현의 북부 구니사키 반도의 북부에 있던 정으로, 니시쿠니사키군에 속했다.  2005년 3월 31일에 구 분고다카타시, 가카지정과 대등합병해 분고다카타시가 되어 행정구역으로서의 마타마정은 소멸하였다.

## 역사
- 1941년 4월 1일 - 니시마타마촌, 나카마타마촌이 합병해, 마타마촌이 성립하였다.
- 1954년 3월 31일 - 가미마타마촌, 우스노촌과 합병해, 새로운 마타마촌이 성립하였다.
- 1955년 1월 1일 - 정으로 승격해 마타마정이 되었다.
- 2005년 3월 31일 분고다카타시, 가카지정과 대등합병해 분고다카타시가 되었다.